# WSOF 1
WSOF 1: Arlovski vs. Cole（ダブリューエスオーエフ・ワン：アルロフスキー・バーサス・コール）は、アメリカ合衆国の総合格闘技団体「WSOF」の大会の一つ。2012年11月3日、ネバダ州ラスベガスのプラネット・ハリウッドで開催された。

## 大会概要
本大会ではアンドレイ・アルロフスキーとデヴィン・コールによるヘビー級ワンマッチが組まれた。

## 試合結果

### プレリミナリーカード
第1試合 ミドル級ワンマッチ 5分3R
○  デイブ・ブランチ vs.  ダスティン・ジャコビー ×
3R終了 判定3-0
第2試合 ライト級ワンマッチ 5分3R
○  J.Z.カルバン vs.  TJ・オブライエン ×
1R 1:03 ヒールフック
第3試合 ウェルター級ワンマッチ 5分3R
○  ジョシュ・バークマン vs.  ジェラルド・ハリス ×
3R終了 判定3-0
第4試合 ウェルター級ワンマッチ 5分3R
○  スティーブ・カール vs.  ラミコ・ブラックモン ×
1R 2:11 リアネイキドチョーク
第5試合 ライト級ワンマッチ 5分3R
○  ブライアン・コッブ vs.  ホニス・トーヘス ×
3R終了 判定2-1
第6試合 ウェルター級ワンマッチ 5分3R
○  タイソン・スティール vs.  グレゴー・グレイシー ×
1R 4:52 TKO（膝蹴り→パウンド）

### メインカード
第7試合 ライトヘビー級ワンマッチ 5分3R
○  タイロン・スポーン vs.  トラヴィス・バートレット ×
1R 3:15 KO（右ストレート）
第8試合 バンタム級ワンマッチ 5分3R
○  マルロン・モラエス  vs.  ミゲール・トーレス ×
3R終了 判定2-1
第9試合 ライトヘビー級ワンマッチ 5分3R
○  アンソニー・ジョンソン vs.  DJ・リンダーマン  ×
1R 3:58 KO（右ストレート）
第10試合 ヘビー級ワンマッチ 5分3R
○  アンドレイ・アルロフスキー vs.  デヴィン・コール ×
1R 2:37 TKO（右フック→パウンド）